# Quentin Merlin
Quentin Merlin (* 16. května 2002) je francouzský profesionální fotbalista, který hraje na pozici levého obránce za klub Olympique Marseille.

## Mládí
Narodil se v Nantes a vyrůstal v Sainte-Marie-sur-Mer v rodině s původem v Méricourtu. S fotbalem začínal v Bretani, mezi městy Nantes a Pornic.

## Klubová kariéra

### Nantes
V lednu 2021 byl Merlin několikrát vybrán manažerem FC Nantes Raymondem Domenechem do profesionálního týmu. Svůj profesionální debut za Nantes si nakonec odbyl 10. února 2021, kdy nastoupil jako náhradník za Ludovica Blase v poločase při prohře 4:2 v Coupe de France s Lens.
Trenér Domenech, který vybral Merlina pro zápas, nebyl na lavičce, když mladý hráč vstoupil na hřiště, protože byl pozitivně testován na Covid-19 a nakonec se dozvěděl, že byl propuštěn hned po zápase s Lens. Na manažerské pozici ho nahradil Antoine Kombouaré.
Dne 19. března 2021 podepsal Merlin svou první profesionální smlouvu s Nantes.

### Marseille
Dne 26. ledna 2024 přestoupil Merlin do Marseille, kde se dohodl na smlouvě do roku 2028. Přestupová částka byla ve výši 12 milionů eur.

## Reprezentační kariéra
Merlin je mládežnický reprezentant Francie.

## Statistiky

### Klubové
Platí k zápasu hranému 17. března 2024.
| Klub              | Sezóna            | Liga                   | Liga   | Liga | Národní pohár | Národní pohár | Kontinentální | Kontinentální | Ostatní | Ostatní | Celkově | Celkově |
| Klub              | Sezóna            | Soutěž                 | Zápasy | Góly | Zápasy        | Góly          | Zápasy        | Góly          | Zápasy  | Góly    | Zápasy  | Góly    |
| ----------------- | ----------------- | ---------------------- | ------ | ---- | ------------- | ------------- | ------------- | ------------- | ------- | ------- | ------- | ------- |
| Nantes II         | 2020/21           | Championnat National 2 | 7      | 0    | —             | —             | —             | —             | —       | —       | 7       | 0       |
| Nantes II         | 2021/22           | Championnat National 2 | 1      | 1    | —             | —             | —             | —             | —       | —       | 1       | 1       |
| Nantes II         | 2022/23           | Championnat National 2 | 2      | 0    | —             | —             | —             | —             | —       | —       | 2       | 0       |
| Nantes II         | Celkově           | Celkově                | 10     | 1    | —             | —             | —             | —             | —       | —       | 10      | 1       |
| Nantes            | 2021/22           | Ligue 1                | 28     | 2    | 5             | 0             | —             | —             | —       | —       | 33      | 2       |
| Nantes            | 2022/23           | Ligue 1                | 24     | 1    | 1             | 0             | 4             | 0             | 0       | 0       | 29      | 1       |
| Nantes            | 2023/24           | Ligue 1                | 16     | 0    | 2             | 0             | —             | —             | —       | —       | 18      | 0       |
| Nantes            | Celkově           | Celkově                | 68     | 3    | 8             | 0             | 4             | 0             | 0       | 0       | 80      | 0       |
| Marseille         | 2023/24           | Ligue 1                | 6      | 0    | 0             | 0             | 4             | 0             | —       | —       | 10      | 0       |
| Celkově v kariéře | Celkově v kariéře | Celkově v kariéře      | 84     | 4    | 8             | 0             | 8             | 0             | 0       | 0       | 100     | 4       |

## Úspěchy
Nantes
- Coupe de France: 2021/22